# Кастильоне дел Дженовези
Кастильо̀не дел Дженовѐзи (на италиански: Castiglione del Genovesi) е село и община в Южна Италия, провинция Салерно, регион Кампания. Разположено е на 598 m надморска височина. Населението на общината е 1392 души (към 2010 г.).